# Tanauan
Tanauan ist eine philippinische Stadtgemeinde in der Provinz Leyte auf der Insel Leyte. Sie hat 55.021 Einwohner (Zensus 1. August 2015), die in 54 Barangays leben. Die Gemeinde wird als teilweise urban beschrieben und gehört zur zweiten Einkommensklasse der Gemeinden auf den Philippinen. 
Ihre Nachbargemeinden sind Pastrana und Tabontabon im Westen, Palo im Norden und Tolosa im Süden. Tanauan grenzt im Osten an den Golf von Leyte. Die Gemeinde wurde nach dem Tan-awan-Baum (lat.:Vitex parviflora) benannt, von dem in früheren Zeiten Posten vor herannahenden Schiffen warnten. Die Gemeinde liegt im Küstenbereich des sich nach Nordwesten ausbreitenden Leyte-Sab-a-Beckens, in dem ein ausgedehntes Marschland liegt.

## Baranggays
| - Ada - Amanluran - Arado - Atipolo - Balud - Bangon - Bantagan - Baras - Binolo - Binongto-an - Bislig - Cabalagnan - Cabarasan Guti - Cabonga-an - Cabuynan - Cahumayhumayan - Calogcog - Calsadahay | - Camire - Canbalisara - Catigbian - Catmon - Cogon - Guindag-an - Guingauan - Hilagpad - Lapay - Limbuhan Daku - Limbuhan Guti - Linao - Magay - Maghulod - Malaguicay - Maribi - Mohon - Pago | - Pasil - Picas - Buntay (Poblacion) - Canramos (Poblacion) - Licod (Poblacion) - San Miguel (Poblacion) - Salvador - San Isidro - San Roque (Poblacion) - San Victor - Santa Cruz - Santa Elena - Santo Niño (Poblacion) (Haclagan) - Solano - Talolora - Tugop - Kiling - Sacme |